# Parque nacional de Gunung Gede Pangrango
El parque nacional del monte Gede Pangrango es un parque nacional de Indonesia. Se encuentra en Java Occidental. El parque está centrado en dos volcanes, el monte Gede y el monte Pangrango. Se extiende por una superficie de 150 km².
Evolucionó desde zonas de conservación ya existentes, como los jardines botánicos Cibodas, la reserva natural Cimungkat, el parque recreacional Situgunung y la reserva natural de monte Gede Pangrango, y ha sido el lugar de importante investigación de conservación y biología a lo largo del último siglo. En 1977 la UNESCO la incluyó dentro de la red mundial de Reservas de la Biosfera.